# Pseudotremia minos
Pseudotremia minos är en mångfotingart som beskrevs av Shear 1972. Pseudotremia minos ingår i släktet Pseudotremia och familjen Cleidogonidae. Inga underarter finns listade i Catalogue of Life.